# Malé Hoste
Malé Hoste (Hongaars: Kisvendég) is een Slowaakse gemeente in de regio Trenčín, en maakt deel uit van het district Bánovce nad Bebravou.
Malé Hoste telt 442 inwoners.